# Atheta temporalis
Atheta temporalis är en skalbaggsart som beskrevs av Thomas Casey 1910. Atheta temporalis ingår i släktet Atheta och familjen kortvingar. Inga underarter finns listade i Catalogue of Life.